# 彼得·拉斯姆森
彼得·拉斯姆森（丹麥語：Peter Rasmussen，1974年8月2日—），丹麦退役男子羽毛球運動員。因喜欢在比赛中穿黑色的运动服，被称为“黑衣杀手”。

## 簡歷
1997年，彼得·拉斯姆森在世界羽毛球錦標賽男單決賽中，於苦战126分鐘後以2比1（16-17、18-13、15-10）反勝中國的孙俊，贏得冠軍。这场冠军战成為世界羽坛有史以来耗时最长的比赛，並於2005年被世界羽联选为「25年来最经典的12场国际羽球比赛」之一。
2004年，彼得·拉斯姆森退役，之後轉為到丹麥的公立醫院擔任眼科醫師。

### 奧運會和世錦賽參賽紀錄
|          | 2003 |
| -------- | ---- |
| 男子單打 | 32強 |